# Atw – International Journal for Nuclear Power
Die atw – International Journal for Nuclear Power (deutsch Internationale Zeitschrift für Kernenergie) ist eine Fachzeitschrift, die über Entwicklungen im Bereich Kernenergie und -wirtschaft berichtet. Sie ist offizielles Fachblatt der Kerntechnischen Gesellschaft.

## Geschichte
Die erste Ausgabe erschien 1956 unter dem Titel Die Atom-Wirtschaft: Zeitschrift für die wirtschaftlichen Fragen der Kernumwandlung im Verlag Handelsblatt Düsseldorf. Ab Ausgabe 10/1965 lautete der Titel Atomwirtschaft – Atomtechnik, ab 1995 nur noch kurz atw bzw. International Journal of Nuclear Power.
Nach Gründung der Kerntechnischen Gesellschaft e.V. (KTG) wurde die Zeitschrift deren offizielles Fachblatt.
Zwischen 1970 und 2001 erschien neben dem Hauptitel ein Jahrbuch der Atomwirtschaft. Ab 1973 erschienen als Nebenserie zudem Broschüren der Reihe Kernenergie und Umwelt.
Am 1. Januar 1999 wechselte die Verlegerschaft vom Handelsblatt zur Inforum Verlags- und Verwaltungsgesellschaft mbH, welche auch die Fachtagungen der KTG organisiert.
Ab Januar 2022 wurde die Hauptsprache wieder auf Deutsch geändert und die Zahl der Ausgaben pro Jahr auf sechs reduziert.

## Inhalt
Der Verleger gibt folgende Hauptthemen der Zeitschrift an:
- Energiepolitik, -wirtschaft und -recht
- Sicherheits- und Umweltaspekte
- Neubau, Betrieb, Stilllegung und Entsorgung
- Rohstoffe und Kernbrennstoffkreislauf
- Forschung und Innovation

## Sonstiges
Im Nachlass von Otto Hahn, des Entdeckers der Kernspaltung, findet sich Korrespondenz mit den Herausgebern der Atomwirtschaft.